# Lily Was Here
"Lily Was Here" – utwór muzyczny Davida Stewarta, nagrany wraz z saksofonistką Candy Dulfer, wydany na jej debiutanckiej płycie pt. Saxuality (1990), oraz na ścieżce dźwiękowej do filmu pod tym samym tytułem. Singel ukazał się w listopadzie 1989 w Holandii i w lutym 1990 w Wielkiej Brytanii.
Piosenka stała się hitem i przez pięć tygodni była na pierwszym miejscu w Holandii, rodzimym kraju artystki. Po sukcesie w tym kraju singel został wydany w Wielkiej Brytanii, Europie i USA, gdzie zajął kolejno: 6 i 11 pozycję na listach przebojów. Utwór został nagrany w ciągu jednego dnia. Utwór cieszył się tak dużą popularnością, że Candy Dulfer postanowiła nagrać swoją debiutancką płytę Saxuality, na której ta piosenka została umieszczona.

## Lista utworów i formaty singla
CD maxi
1. "Lily Was Here" – 4:19
2. "Lily Was Here" (Space Centre Medical Unit Hum) – 8:10
3. "Lily Robs the Bank" — 2:33

CD maxi
1. "Lily Was Here" – 4:19
2. "Lily Robs the Bank" – 2:33
3. "Here Comes the Rain Again" – 6:00

7" single
1. "Lily Was Here" – 4:19
2. "Lily Robs the Bank" – 2:33

3" single
1. "Lily Was Here" – 4:19
2. "Lily Robs the Bank" – 2:33

12" maxi
1. "Lily Was Here" (Space Centre Medical Unit Hum) – 8:10
2. "Lily Was Here" (Orbital Space Lab Mix) – 6:57
3. "Lily Robs the Bank" – 2:33

## Certyfikaty
| Państwo   | Certyfikat | Data wydania | Certyfikat sprzedaży | Sprzedaż fizyczna |
| --------- | ---------- | ------------ | -------------------- | ----------------- |
| Australia | Złoto      | 1990         | 35 000               |                   |
| Francja   | Srebro     | 1991         | 125 000              | 135 000           |
| Holandia  | Platyna    | 1989         | 60 000               |                   |